# Amatsumara Patera
L'Amatsumara Patera è una struttura geologica della superficie di Io.